# الفزاعة من أوز
الفزاعة من أوز (بالإنجليزية: The Scarecrow of Oz)‏ هو الكتاب التاسع ضمن سلسلة أرض أوز بقلم ليمان فرانك بوم. ونشر في 16 يوليو 1915، كان المفضل لدى بوم بين كتب أوز، ويتكلم عن رحلة كابتن بيل وتروت إلى أوز، بمساعدة من الفزاعة، ويقومون بإسقاط الملك القاسي كرول من جينكس. وقد ظهر كابتن بيل وتروت سابقا في روايتين أخريين لبوم، وهما جنيات البحر وجزيرة السماء.